# Liste des parcs nationaux en Afrique

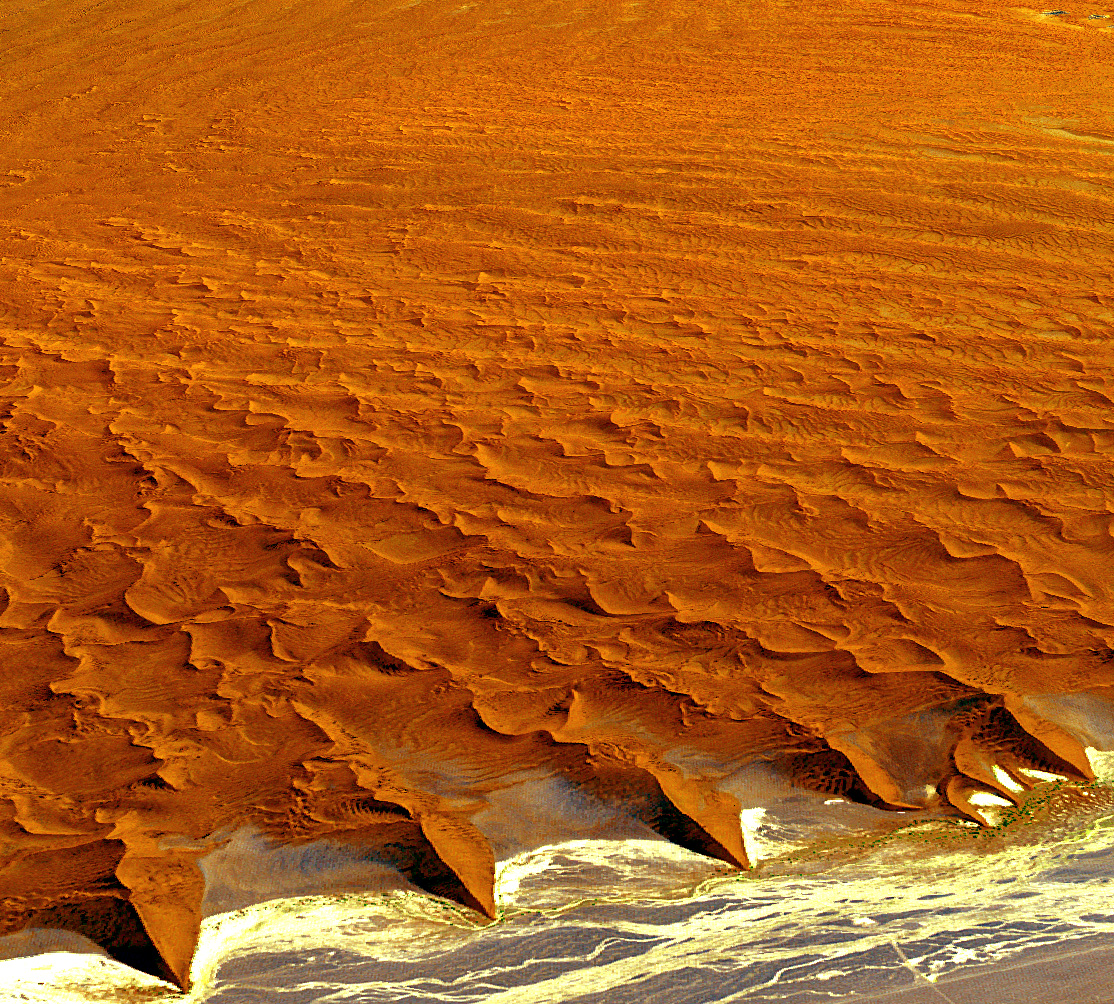
Parc national Namib-Naukluft en Namibie

Ceci est une liste des parcs nationaux en Afrique . La nature des parcs varie considérablement non seulement entre les pays, mais aussi au sein de certaines nations - le degré de protection, l'accessibilité et le type d'environnement pour lequel il est censé assurer la protection. Certains parcs ont été débarrassés de leur population humaine d'origine, d'autres ont toujours été essentiellement inhabités, tandis que d'autres encore contiennent des centres de population importants.
Les parcs nationaux se trouvent dans une grande majorité de pays africains. Ils sont plus nombreux au Gabon, au Kenya et en Tanzanie. Certaines nations ont également des zones considérables désignées comme parcs privés, réserves de gibier, réserves forestières, réserves marines, réserves nationales et parcs naturels. Ceux-ci ne sont pas inclus dans la liste ci-dessous, même si certains d'entre eux peuvent ressembler à certains parcs nationaux. Pour plus d'informations sur ces zones, consultez les articles individuels sur chaque pays.

## Algérie

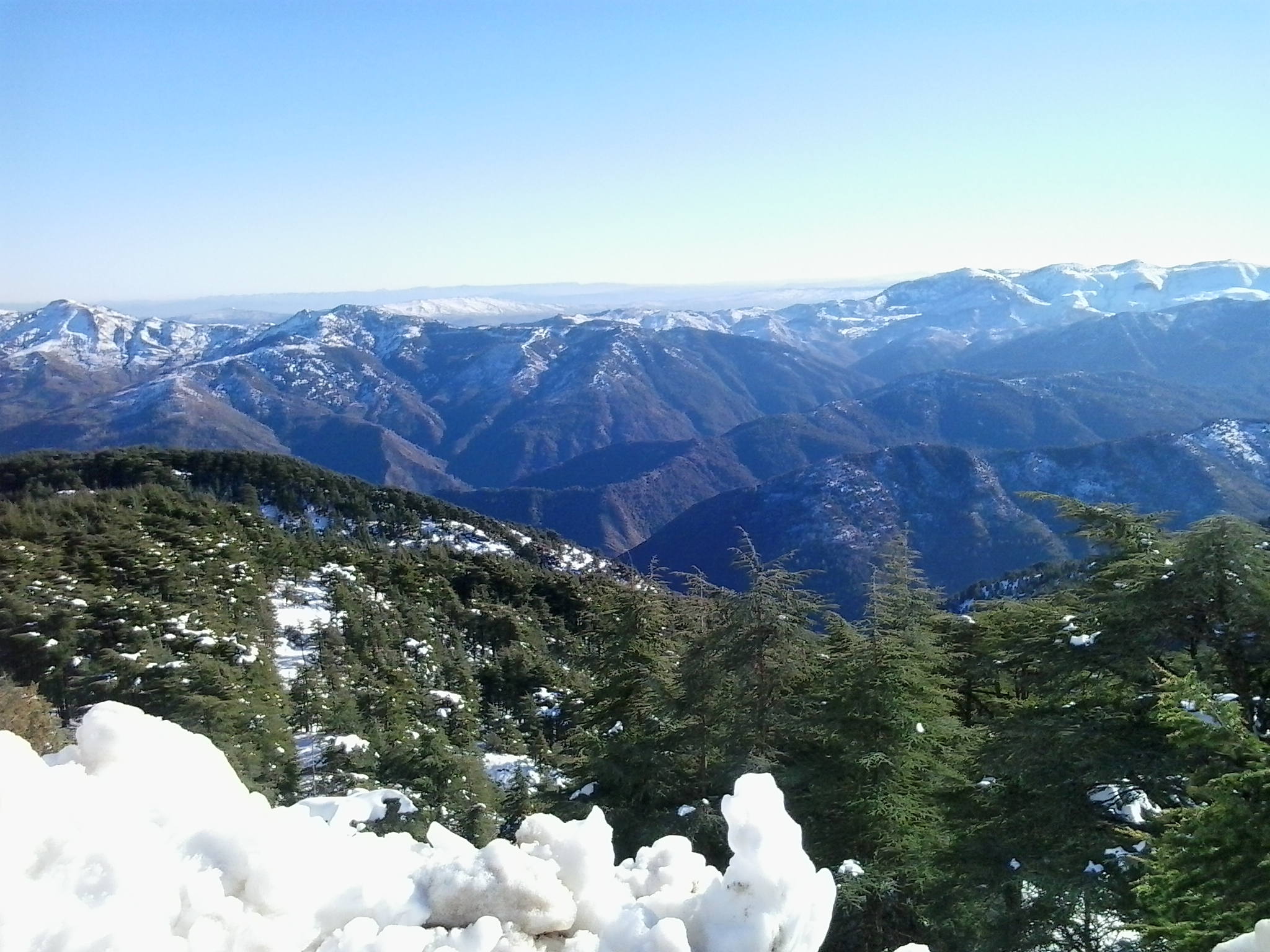
Parc national de Chréa

- Parc national de l'Ahaggar[1]
- Parc national de Belezma[2]
- Parc national de Chréa[3]
- Parc national du Djebel Aissa[4]
- Parc national du Djurdjura[5]
- Parc national d'El Kala[6]
- Parc national de Gouraya[7]
- Parc national de Taza[8]
- Parc national du Tassili n'Ajjer[9]
- Parc National Theniet El Had[10]
- Parc national de Tlemcen[11]

## Angola

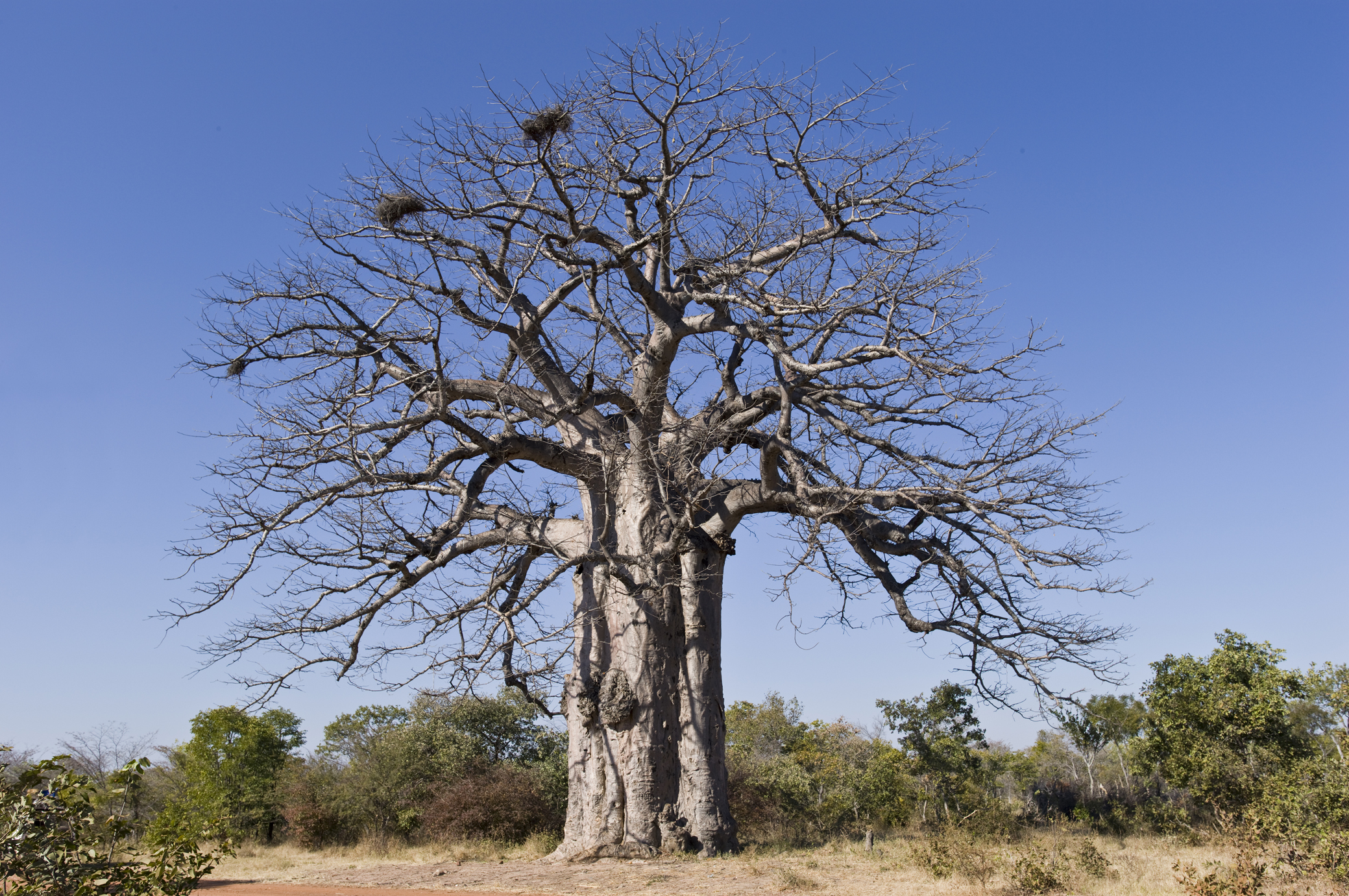
Baobab, Parc National d'Iona, Angola

- Parc national de Bicauri
- Parc national de Camia
- Parc national de Cangandala
- Parc national d'Iona
- Parc national de Longa-Mavinga
- Parc National de Luengue-Luiana
- Parc national de Mupa
- Parc national de Quiçama

## Bénin
- Parc national de la Pendjari
- A l'ouest du Parc National du Niger

## Botswana
- Parc national de Chobe
- Parc transfrontalier de Kgalagadi
- Parc national de Makgadikgadi Pans
- Parc national de Nxai Pan

## Burkina Faso
- Parc national d'Arli
- Parc National des Deux Balés
- Parc national de Kaboré Tambi (anciennement parc national du Pô), existant depuis 1976
- W du Parc National du Niger, existant depuis 1957

## Burundi
- Parc national de la Kibira
- Parc national de la Rusizi
- Parc national de Ruvubu

## Cameroun
- Parc national de Bakossi
- Parc National de la Bénoué

- Parc national de Bouba Njida
- Parc national de Boumba Bek
- Parc national de Campo Ma'an
- Parc national de Deng Deng
- Parc National de Douala Édéa

- Parc national de Faro
- Parc national de Kimbi-Fungom
- Parc national de Korup

- Parc National de Lobéké
- Parc national du Mbam Djerem

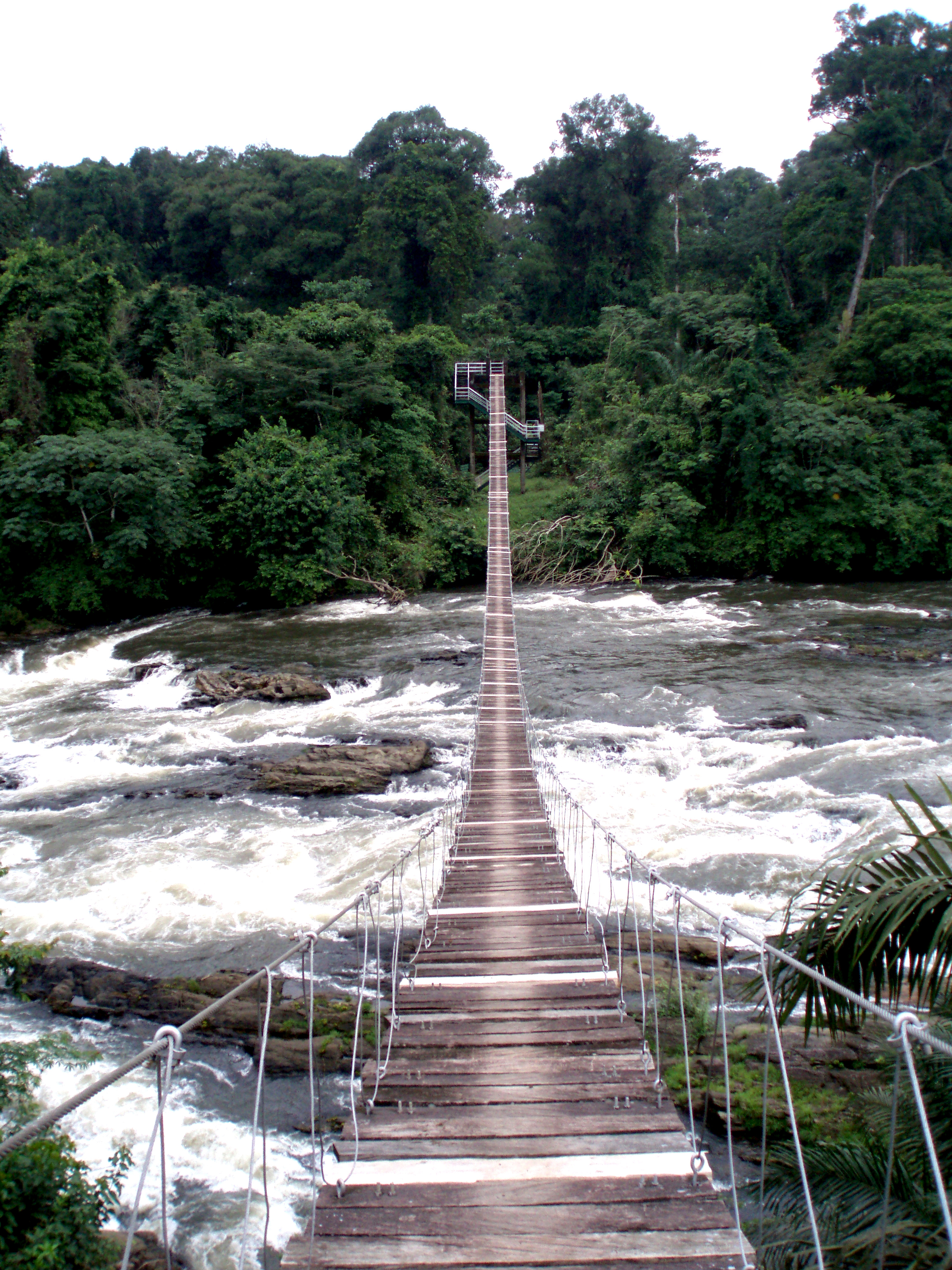
Entrée officielle de Korup

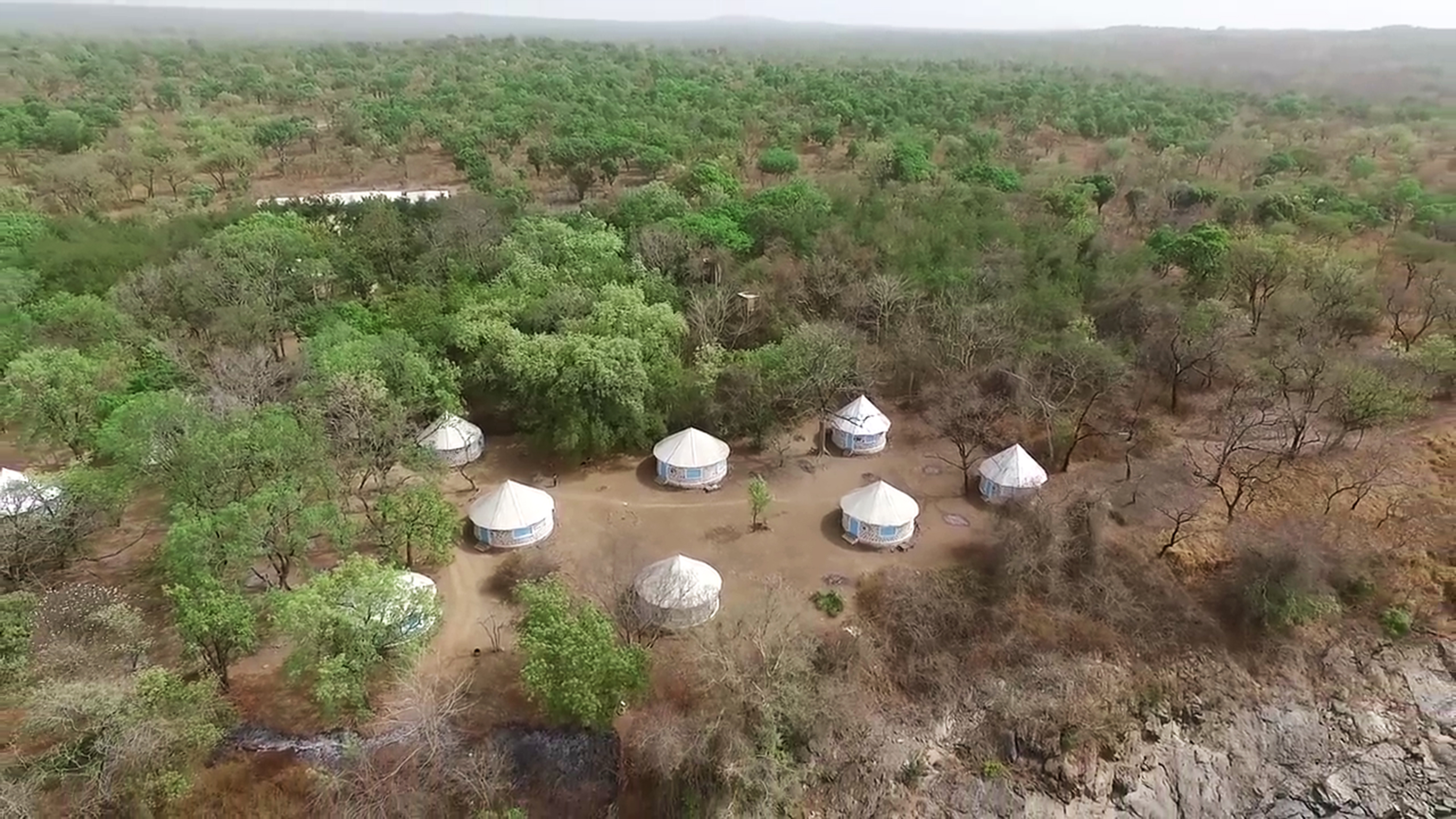
Vue aérienne (drone) Bénoué

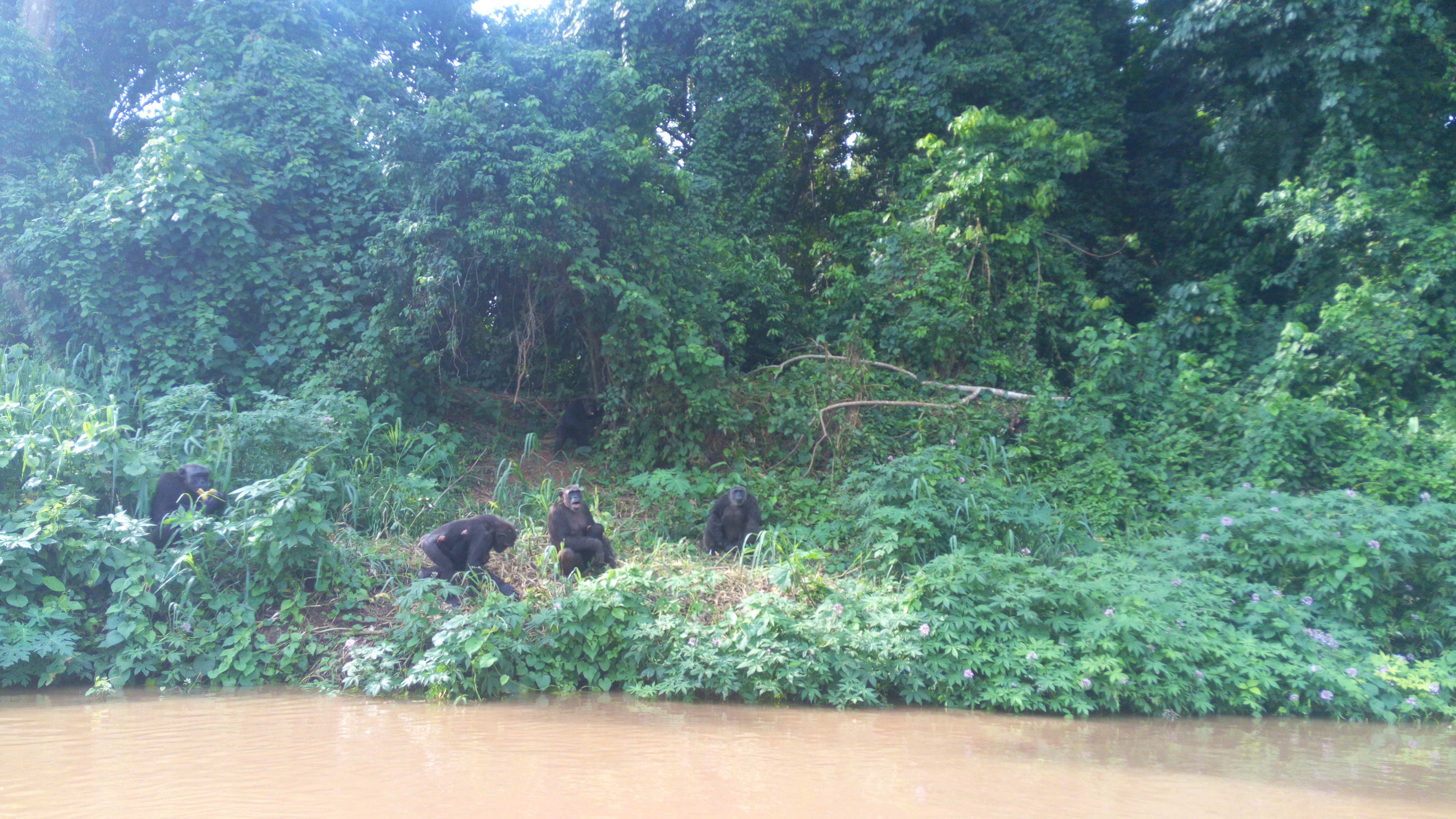
Parc National de Douala Édéa

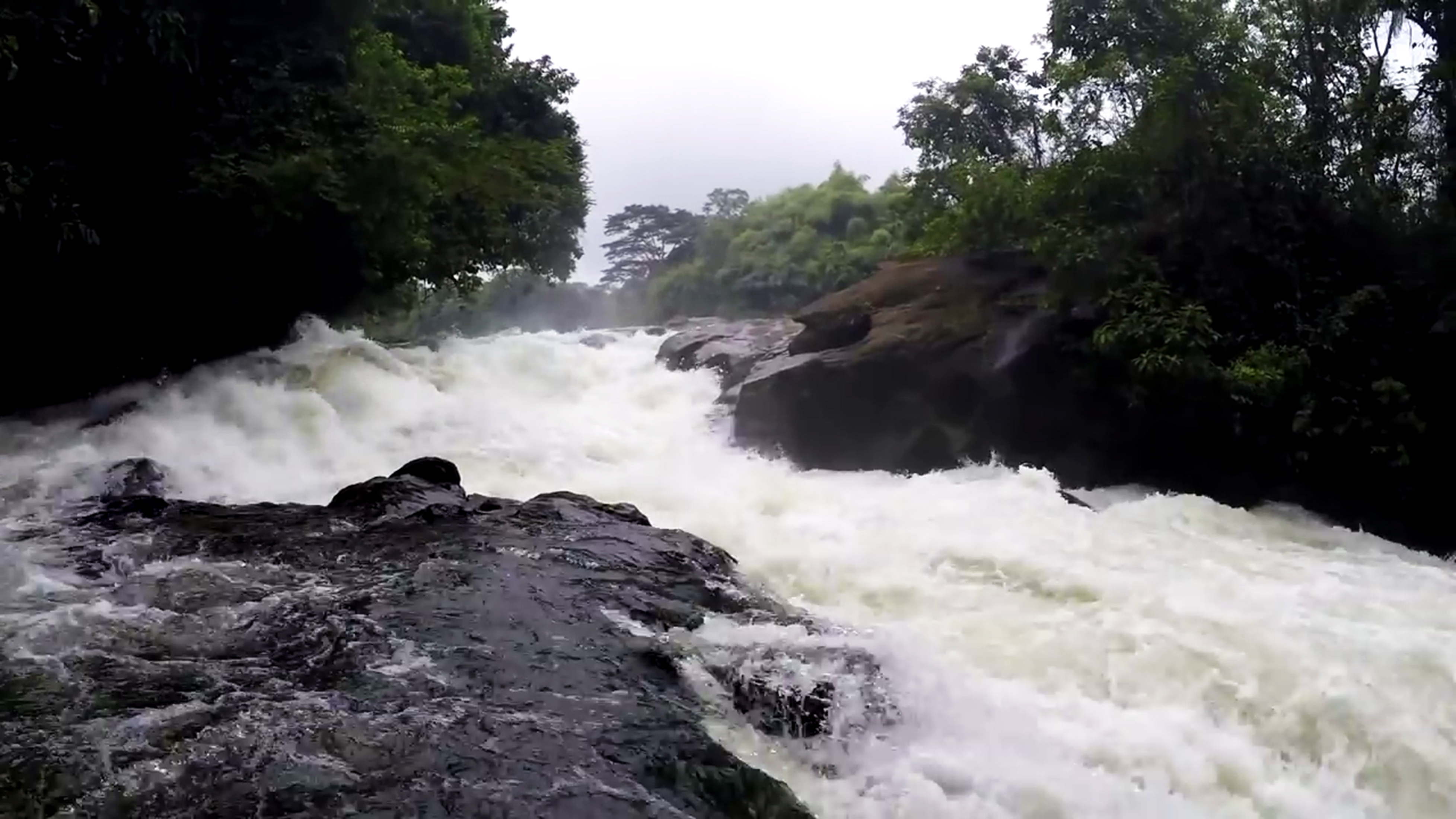
Parc national de Korup

- Parc National de la Vallée de Mbéré

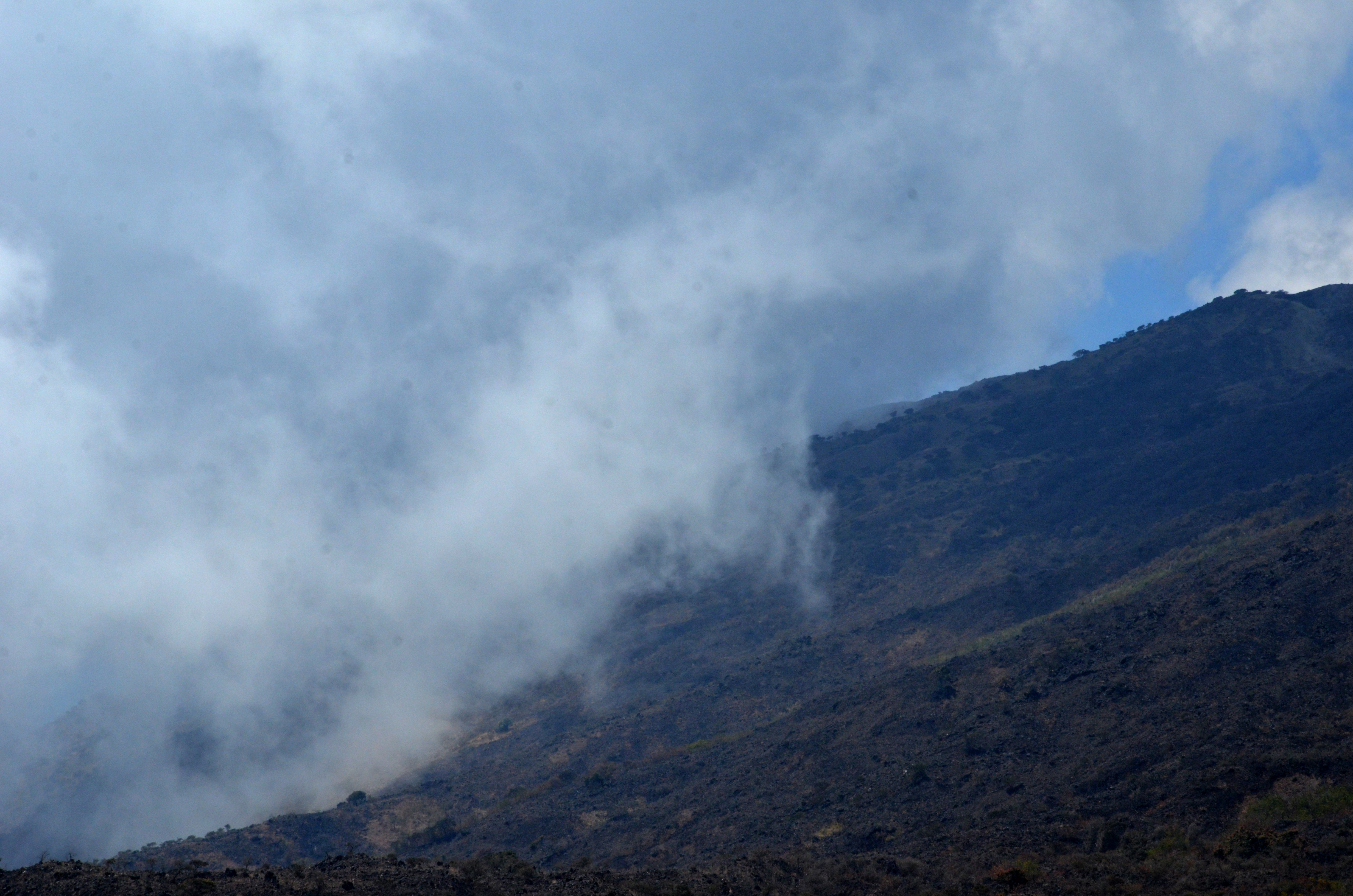
Mont Cameroun11

- Parc National du Mont Cameroun

- Parc national de Mpem et Djim
- Parc national de Nki
- Parc national de Takamanda
- Parc National Tchabal Mbabo
- Parc national de Waza

## Cap-Vert
- Parc national de Fogo

## République centrafricaine
- Parc National André Félix
- Parc national de Bamingui-Bangoran
- Parc national de Dzanga-Ndoki
- Parc National de Mbaéré Bodingué
- Parc national de St Floris

## Tchad
- Parc national d'Aouk
- Parc national de Goz Beïda
- Parc national de Manda
- Parc national de Zakouma

## Comores
- Parc national du Coelacanthe
- Parc national de Karthala
- Parc National Mitsamiouli Ndroude
- Parc national de Mohéli
- Parc National du Mont Ntringui
- Parc national de Shisiwani

## République Démocratique du Congo
- Parc national de la Garamba
- Parc national de Kahuzi-Biéga
- Parc national de Kundelungu
- Parc national de Lomami
- Parc national de Maiko
- Parc National des Mangroves

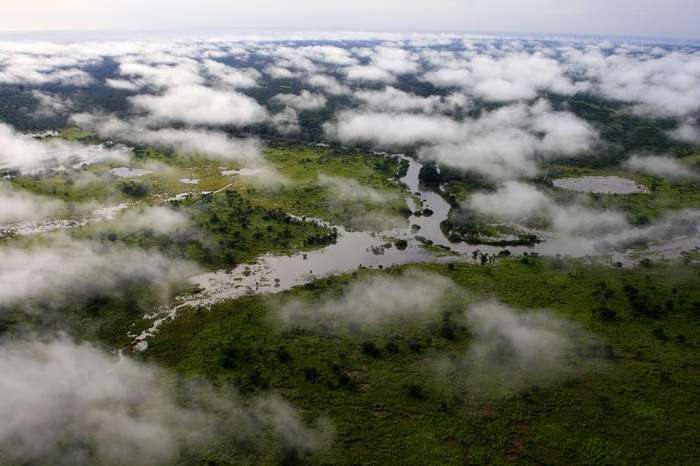
Vue aérienne de la Garamba

- Réserve faunique à okapis (Remarque : ce n'est pas un parc national. Il s'agit d'une réserve avec une protection centrale et des zones à usages multiples. )
- Parc national de la Salonga (sections nord et sud)
- Parc national d'Upemba
- Parc national des Virunga

## République du Congo
- Parc national de Conkouati-Douli
- Parc National de Nouabalé-Ndoki
- Parc National de Ntokou-Pikounda
- Parc national d'Odzala-Kokoua
- Parc National Ougoué Lekiti

## Côte d'Ivoire

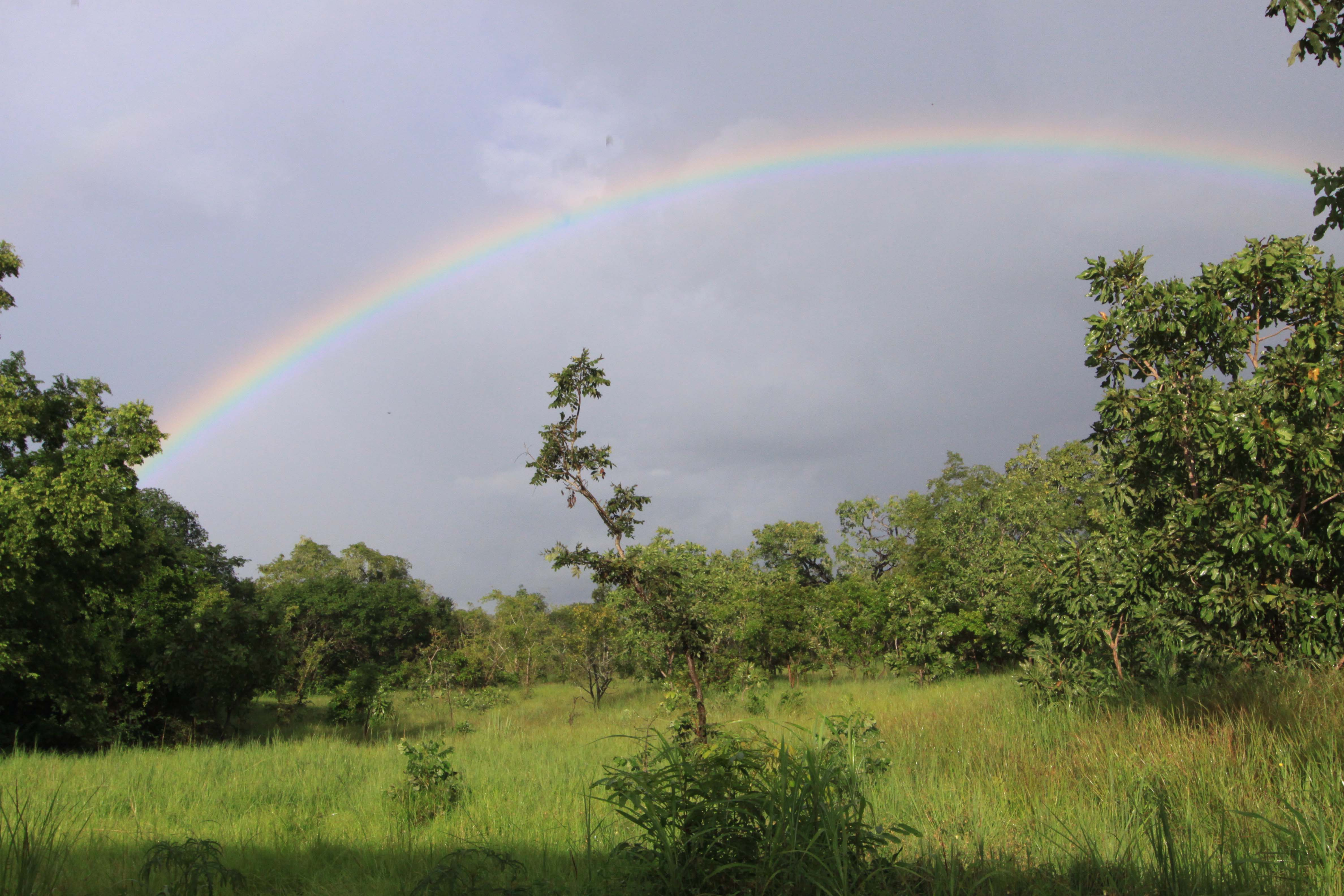
Parc National de la Comoé avec arc-en-ciel

- Parc National d'Assagny
- Parc national du Banco
- Parc National de la Comoé
- Parc National des Îles Ehotilés
- Parc National de la Marahoué
- Parc national du mont Nimba
- Parc National du Mont Péko
- Parc National du Mont Sangbé
- Parc National de Taï

## Djibouti
- Parc national de la forêt de jour
- Parc national de Djibouti
- Parc national de Yoboki

## Égypte
- Parc national de Gabal Elba
- Protectorat du lac Burullus
- Protectorat du lac Qarun
- Aire protégée de Nabq
- Parc national de Ras Muhammad
- Protectorat de Sainte-Catherine

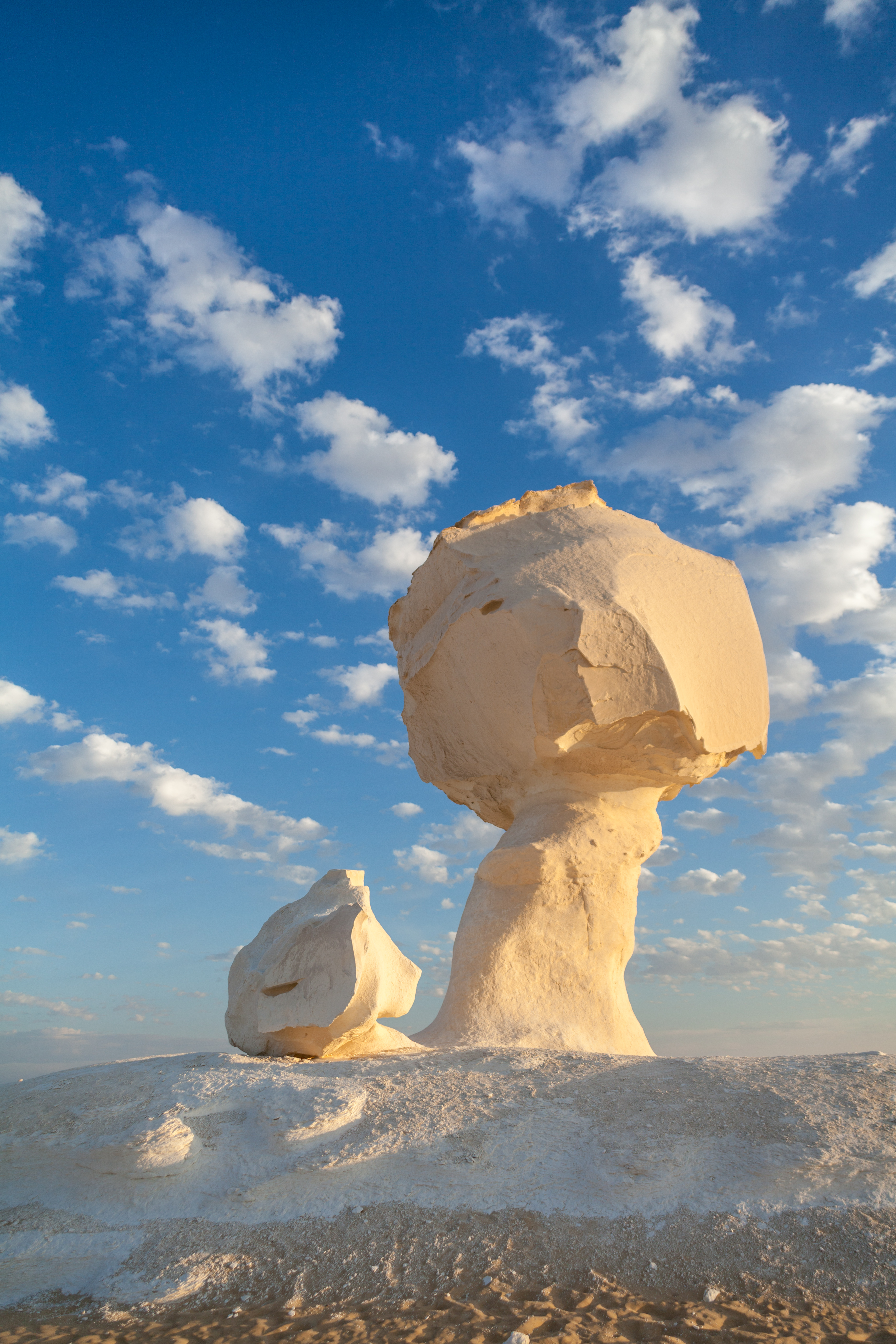
Formations rocheuses au parc national du désert blanc

- Protectorat des grottes de la vallée de Sannur
- Oasis de Siwa
- Aire protégée de Taba
- Réserve de biosphère de Wadi Allaqi
- Parc national de Wadi El Gamal
- Protectorat de Wadi El Rayan
- Parc national du désert blanc
- Parc national Gilf Kebir

## Guinée Équatoriale
- Parc national Altos de Nsork
- Parc National du Mont Alén
- Parc National du Pico Basile

## Érythrée
- Parc national marin de Dahlak
- Parc national Semenawi Bahri

## Eswatini
- Parc national royal de Hlane

## Éthiopie
- Parc National d'Abijatta Shalla
- Parc national d'Alitash
- Parc National des Monts Arsi
- Parc national d'Awash

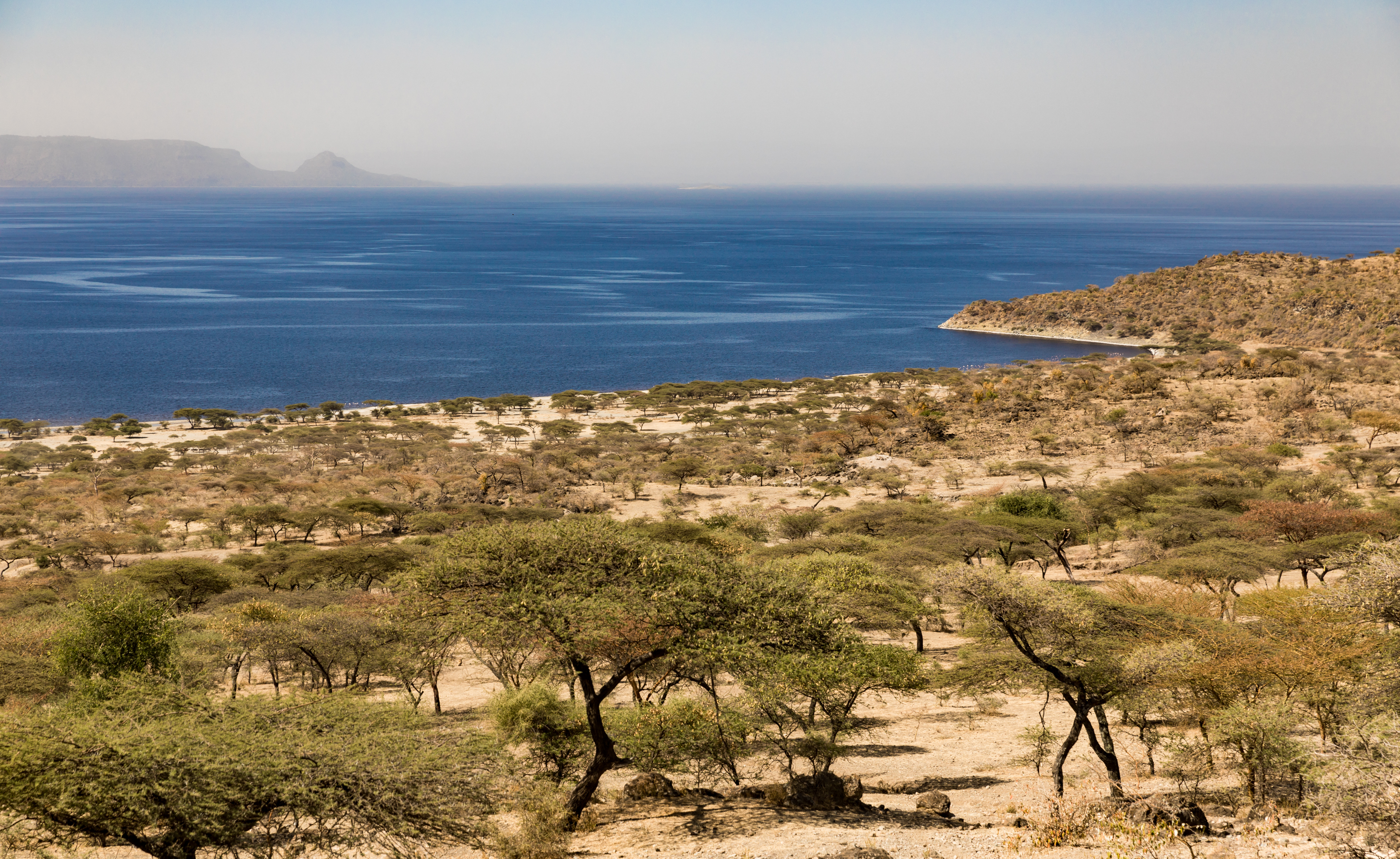
Lac Shalla

- Parc national des montagnes de Bale
- Parc national de Bejimiz
- Parc national de Boréna
- Parc national de Chebera Churchura
- Parc national de Dhati-Welel
- Parc national de Didessa
- Parc national de Gambela
- Parc National de Géralle
- Parc national de Gibe Sheleko
- Parc national de Kafta-Shiraro
- Parc national de Loka-Abaya
- Parc national de Mago
- Parc national du labyrinthe
- Parc national de Mao-Komo
- Parc national de Nechisar
- Parc national de l'Omo
- Parc national des montagnes du Simien
- Parc national Yangudi Rassa

## Gabon
- Parc national d'Akanda
- Parc National des Plateaux Batéké
- Parc national du Birougou

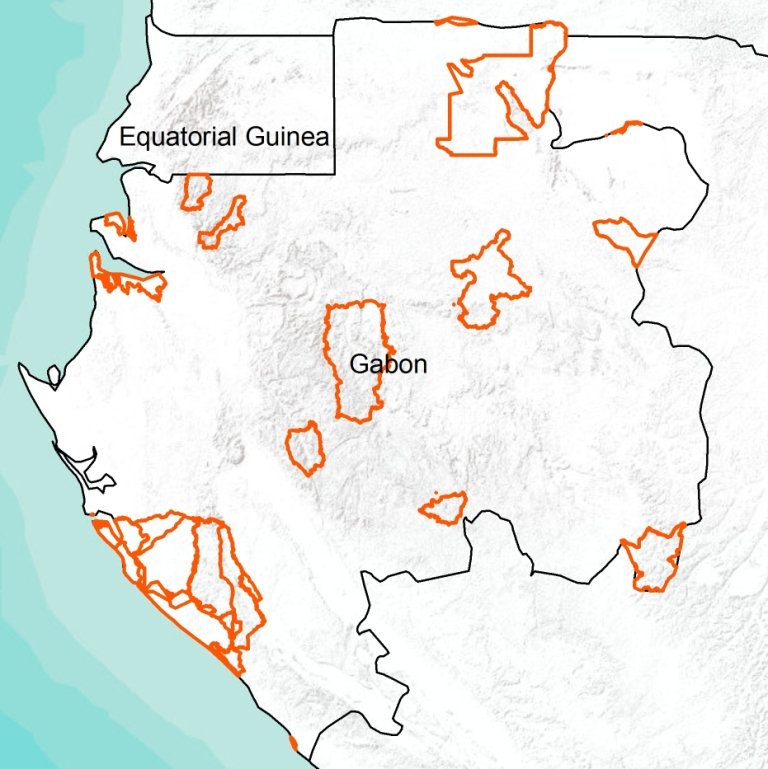
Système des parcs nationaux du Gabon

- Parc national des montagnes de cristal
- Parc national de l'Ivindo
- Parc national de Loango
- Parc national de la Lope
- Parc national de Mayumba
- Parc National de Minkébé
- Parc national de Moukalaba-Doudau
- Parc national de Mwangné
- Parc national de Pongara
- Parc national de Waka

## La Gambie
- Parc national d'Abuko
- Parc national de Bijilo
- Parc national de Kiang Ouest
- Parc national de Niumi
- Parc national du fleuve Gambie

## Ghana
- Parc national de Bía
- Parc national de Bui
- Parc national de Digya
- Parc national de Kakum

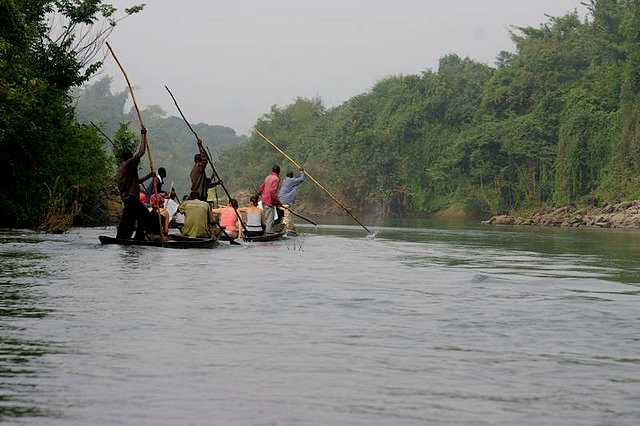
Parc national de Bui

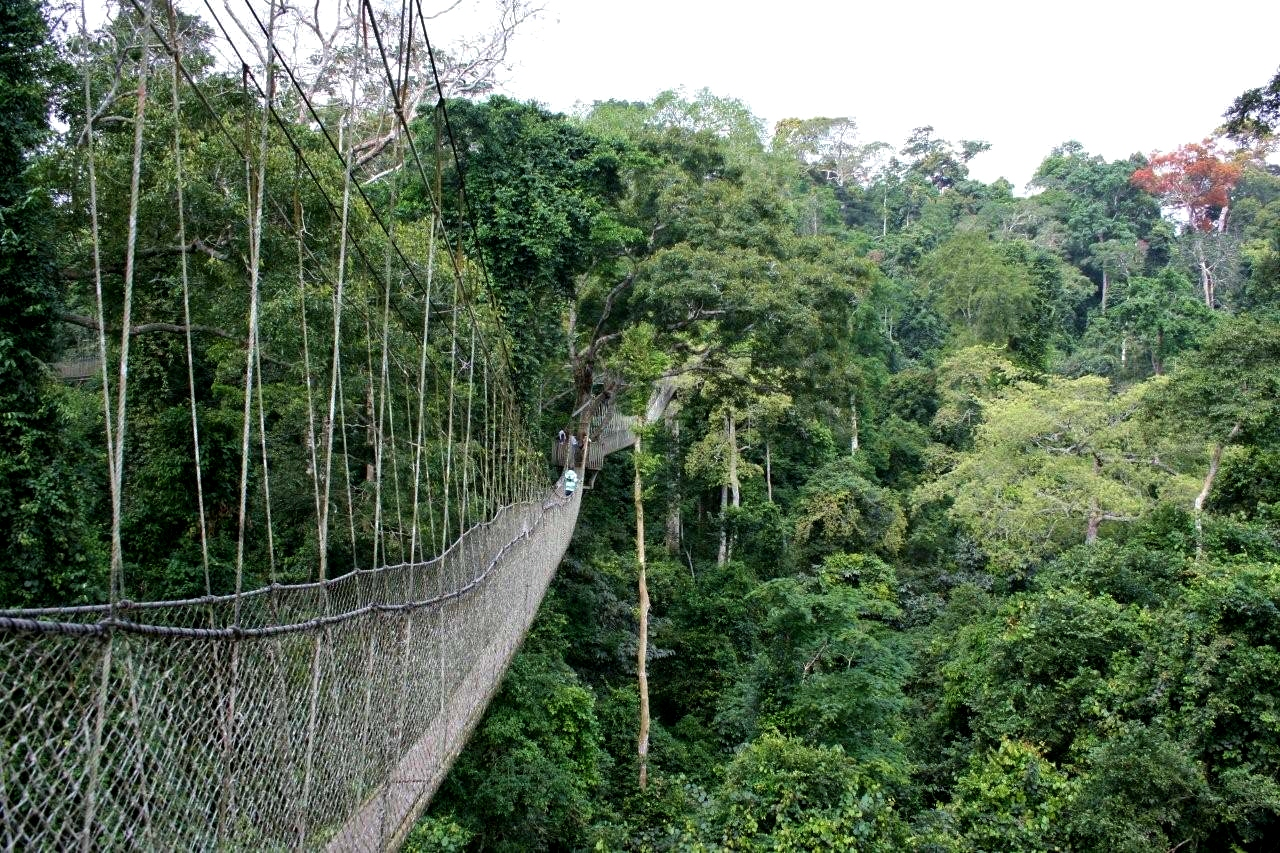
Parc national de Kakum

- Réserve de production de gibier de Kalakpa
- Parc national de la taupe
- Parc National de Nini Suhien

## Guinée
- Parc national du Badiar
- Parc National du Haut-Niger

## Guinée-Bissau
- Parc national de Boé
- Parc national de la forêt de Cantanhez
- Parc national marin João Vieira et Poilão
- Parc national de Cufada
- Parc National Dulombi
- Parc national d'Orango
- Parc national de Varela

### Parcs naturels
- Parc naturel des mangroves de la rivière Cacheu

## Kenya
- Parc national d'Aberdare
- Parc national d'Amboseli
- Parc national d'Arabuko Sokoke
- Parc national de l'île centrale

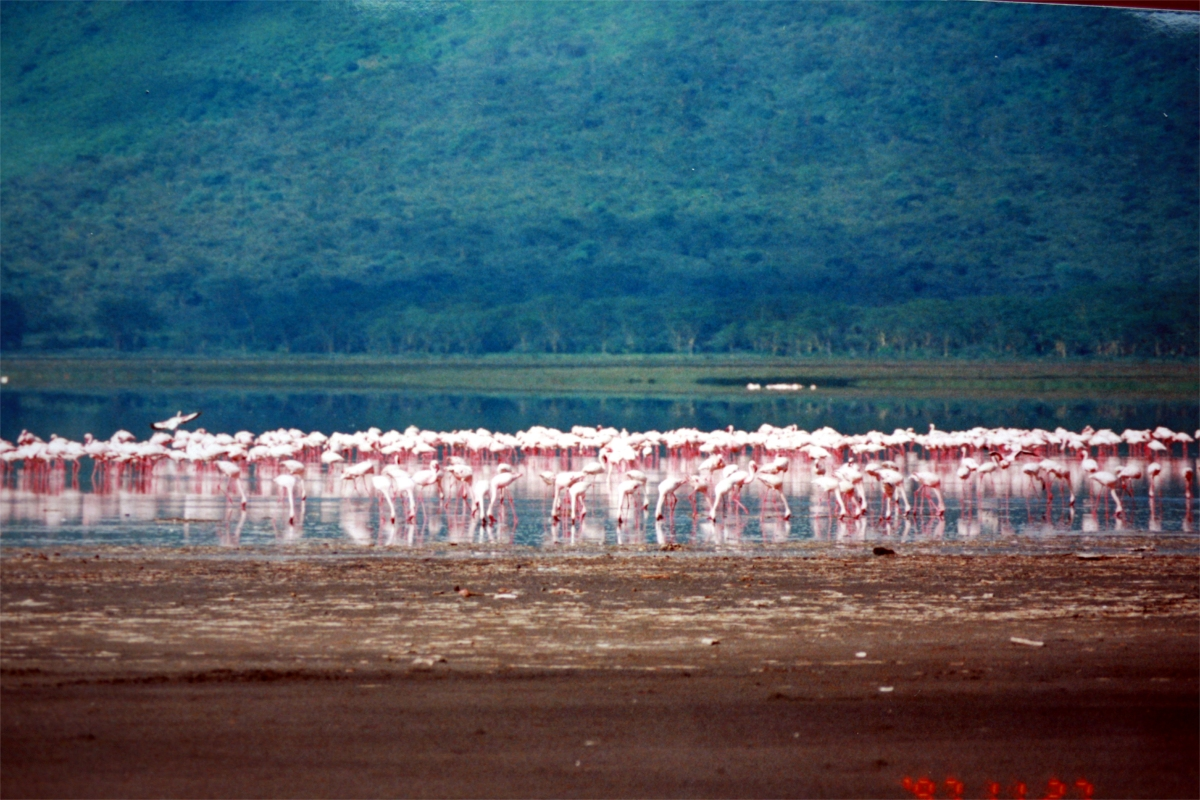
Flamants roses au lac Nakuru

- Parc national des collines de Chyulu
- Parc national de Hell's Gate
- Parc national marin de Kisite-Mpunguti
- Parc national du lac Nakuru
- Parc national marin de Malindi
- Parc national Malka Mari
- Parc national de Marsabit
- Parc national de Meru
- Parc marin de Mombasa
- Parc national du mont Elgon
- Parc national du Mont Kenya
- Parc National du Mont Longonot
- Parc national de Nairobi
- Parc national Ol Donyo Sabuk
- Parc national de Ruma
- Parc national des marais de Saiwa
- Réserve nationale de Samburu
- Parc national de Sibiloï
- Parc national de Tsavo Est et Parc national de Tsavo Ouest
- Parc national marin de Watamu

## Lesotho
- Parc national de Sehlabathebe
- Parc national de Ts'ehlanyane

## Libéria
- Parc national de Sapo
- Parc national de la forêt de Gola
- Montagnes de Kpo
- Grand Kru-Rivière Gee
- Bong Montagne
- Parc National de Foya
- Parc national de Gbi
- Nimba Ouest

## Libye
- Parc national d'Abughilan
- Parc national d'El-Kouf
- Parc national des Karabolli
- Parc national d'El Naggaza
- Parc national Rajma
- Parc national de Sirman (Surman)

## Madagascar

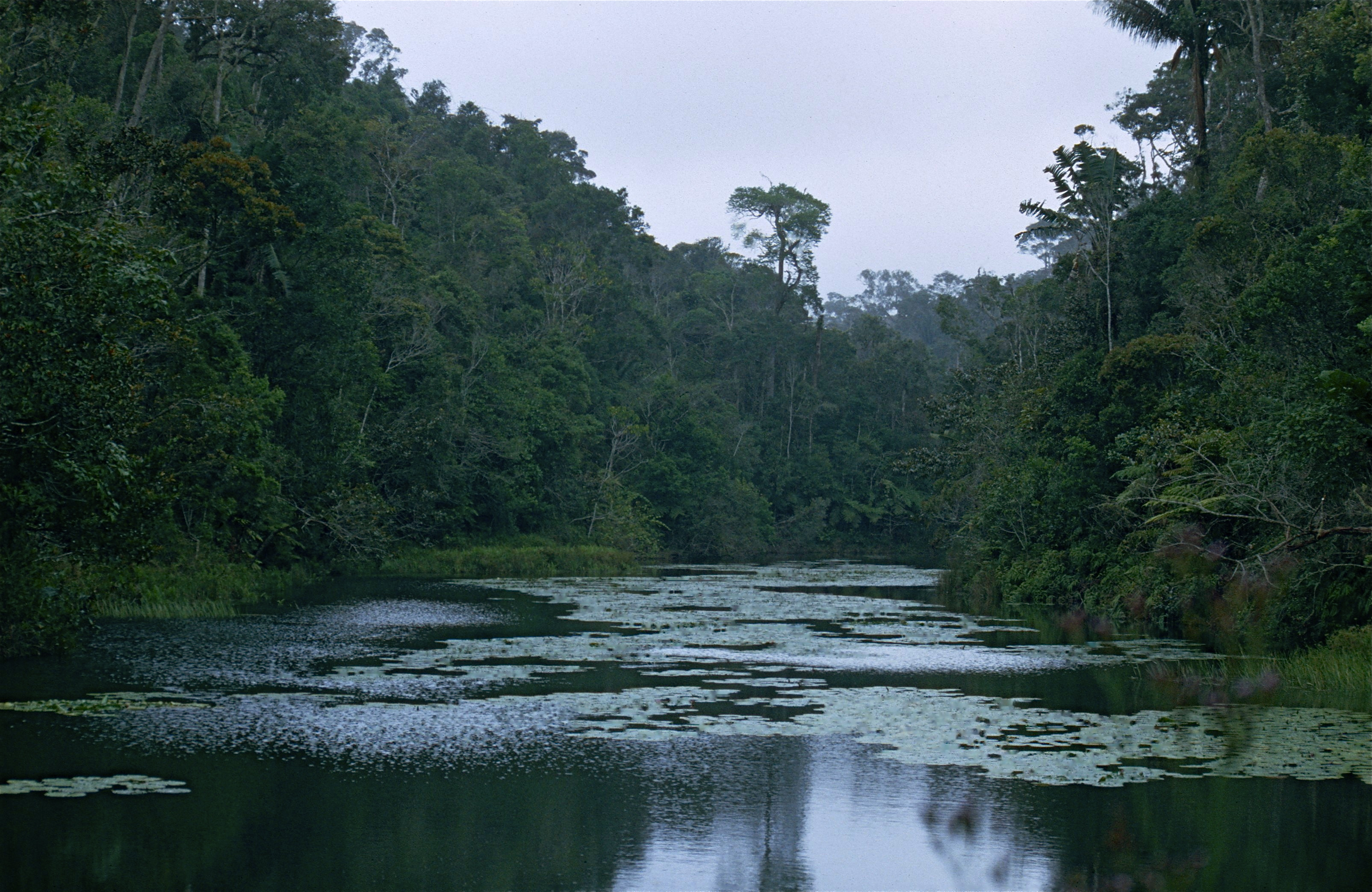
Réserve spéciale d'Analamazaotra, novembre 1998

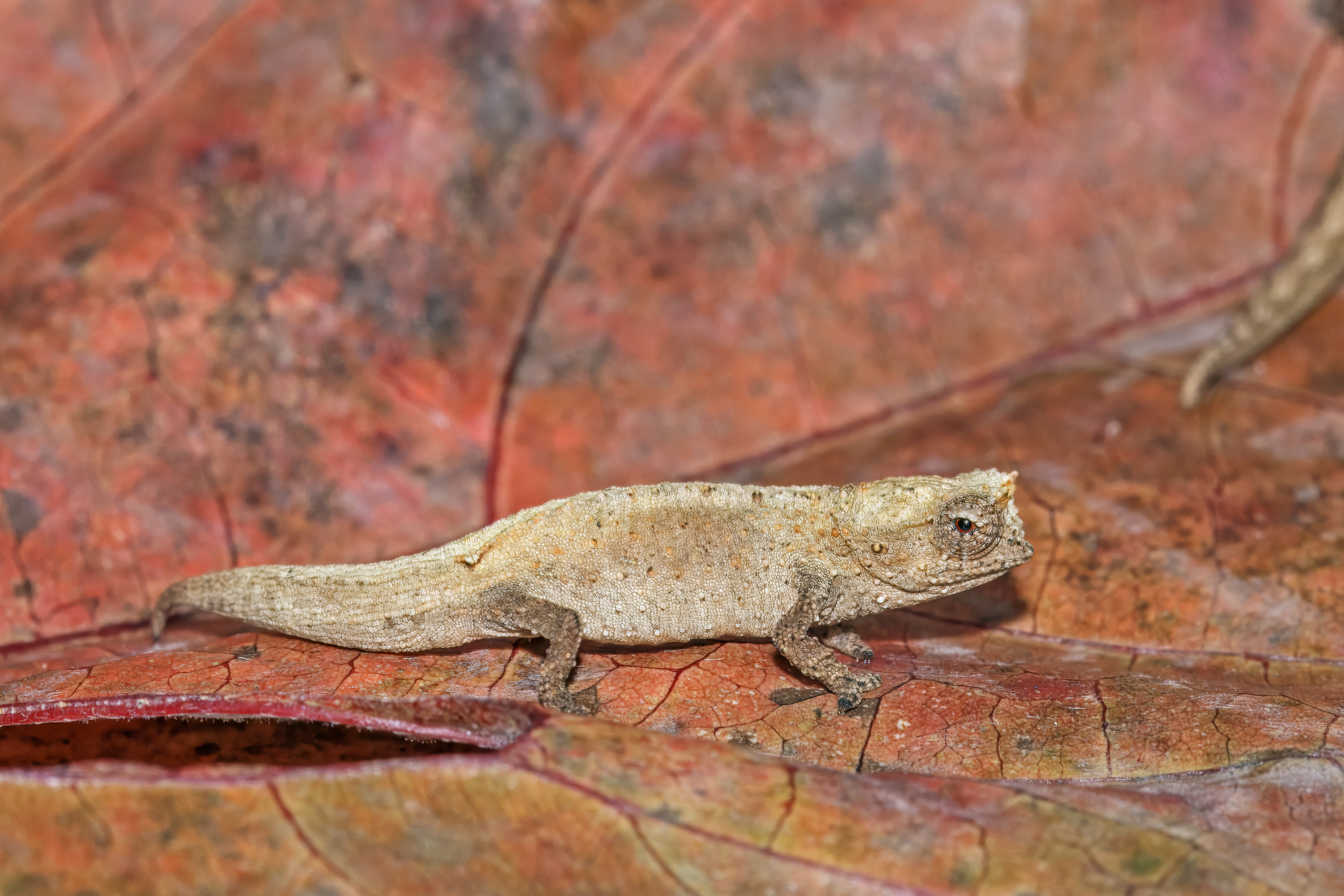
Caméléon dans la Montagne d'Ambre

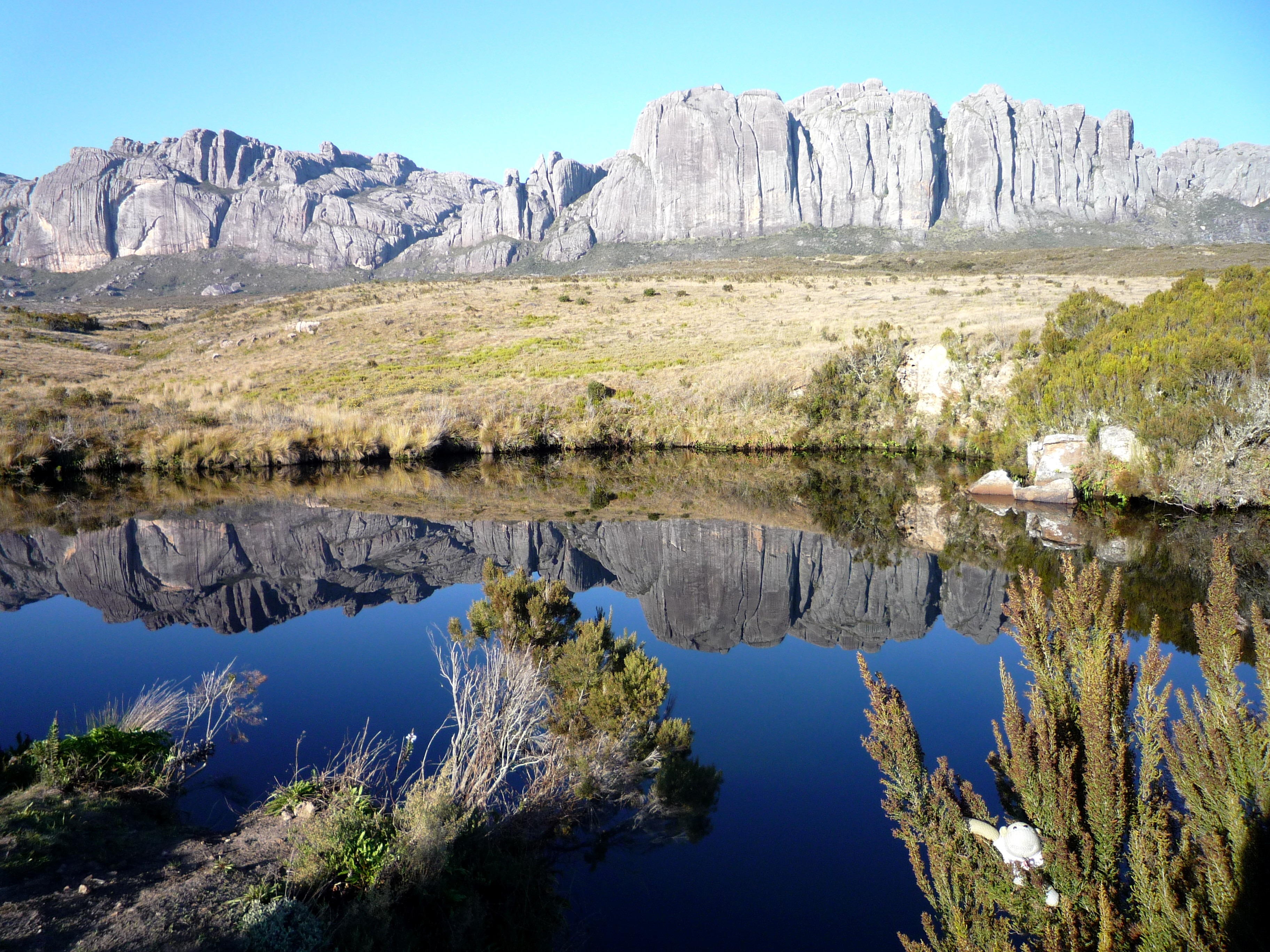
Parc national de l'Andringitra

- Parc National de la Montagne d'Ambre
- Parc national d'Analamazaotra
- Parc national d'Andohahela
- Parc national de l'Andringitra
- Parc national d'Ankarafantsika
- Parc National de la Baie de Baly
- Parc national de Bemaraha
- Parc national de l'Isalo
- Parc national de Kirindy Mitea
- Parc national de Lokobe
- Parc national de Mantadia
- Parc national de Marojejy
- Parc National Masoala
- Parc national de Midongy du sud
- Parc national de Namoroka
- Parc national de Ranomafana
- Parc national de Tsimanampetsotse
- Parc national de Sahamalaza
- Parc national de Zahamena
- Parc national de Zombitse-Vohibasia

## Malawi

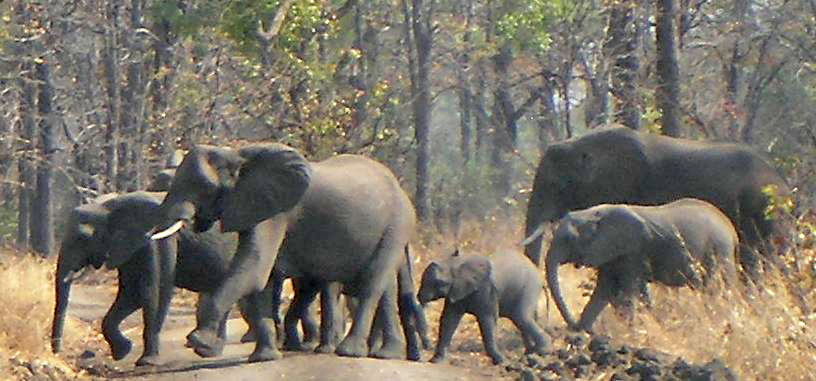
Éléphants à Liwonde

- Parc national de Kasungu
- Parc national du lac Malawi
- Parc national de Lengwé
- Parc national de Liwonde
- Parc national Nyika

## Mali
- Parc national de Bafing
- Parc National de la Boucle du Baoulé
- Parc national de Kouroufing
- Parc national de Wongo

## Mauritanie
- Parc national du banc d'Arguin
- Parc national du Diawling

## Maurice
- Parc National des Gorges de la Rivière Noire
- Parc National Bras d'Eau
- Parc national des îlots

## Maroc
- Parc national d'Al Hoceïma
- Parc national du golfe de Khnifiss
- Parc National du Haut Atlas Oriental
- Parc national d'Ifrane
- Parc national d'Iriqui
- Parc national de Khénifra
- Réserve Biologique Merdja Zerga
- Parc National de Souss-Massa
- Parc national de Talassemtane
- Parc national de Tazekka
- Parc national du Toubkal

## Mozambique
- Parc national de Banhine
- Parc national de Bazaruto
- Parc national de Gorongosa
- Parc national du Limpopo (partie du parc transfrontalier du Grand Limpopo )
- Parc national de Magoe
- Parc national des Quirimbas
- Parc National de Zinave

## Namibie
- Ai-Ais/Richtersveld Transfrontier Park (voir aussi Fish River Canyon et Ai-Ais Hot Springs )
- Parc national de Bwabwata
- Parc national de Dorob
- Parc national d'Etosha
- Station de loisirs Hardap
- Parc National de Mangetti
- Parc national de Mudumu
- Parc national de Nkasa Rupara, anciennement parc national de Mamili
- Parc national du Namib-Naukluft
- Parc national de la côte des squelettes
- Parc national du Waterberg

## Niger
- A l'ouest du Parc National du Niger

## Nigeria
- Parc National du Bassin du Tchad

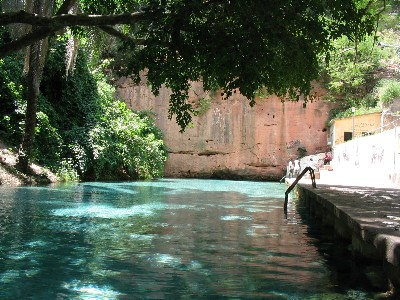
Parc national de Yankari

- Parc national de Cross River (sections Okavango et Oban)
- Parc national de Gashaka-Gumti
- Parc national de Kainji (sections Borgu et Zugurma)
- Parc national de Kamuku
- Parc national d'Okomu
- Vieux parc national d'Oyo
- Parc national de Yankari

## Rwanda
- Parc national de l'Akagera
- Parc national de Gishwati-Mukura
- Parc national de la forêt de Nyungwe
- Parc National des Volcans

## São Tomé et Príncipe
- Parc national d'Obo

## Sénégal
- Parc National de la Basse Casamance
- Parc National des Îles-de-la-Madeleine
- Parc National de la Langue de Barbarie
- Réserve ornithologique nationale du Djoudj
- Parc national du Niokolo-Koba
- Parc national du delta du Saloum

## lesSeychelles
- Parc national marin de Curieuse
- Parc National du Morne Seychellois
- Parc national de Praslin
- Ste. Parc national marin d'Anne

## Sierra Leone
- Parc national de la forêt tropicale de Gola
- Parc national d'Outamba-Kilimi
- Parc national de la zone ouest (proposé)

## Somalie
- Parc national d'Arbawerow
- Parc national de Baraako Madow
- Parc national de Buloburto
- Parc national de Bushbushle
- Parc national de la forêt de Daalo
- Parc national Ga'an Libah
- Parc national de Hobyo
- Parc national de las'anod
- Parc national de Ras Hafun
- Parc national de Shoonto
- Parc national de Taleh-El Chebet
- Parc national de Zayla

## Afrique du Sud
- Parc national des éléphants d'Addo
- Parc national des Agulhas
- Parc transfrontalier Ai-Ais/Richtersveld
- Parc national des chutes d'Augrabies
- Parc national de Bontebok
- Parc national de Camdeboo
- Parc national des Golden Gate Highlands
- Parc Hluhluwe–Imfolozi
- Parc national du Karoo
- Parc transfrontalier de Kgalagadi
- Région du lac national de Knysna
- Parc national Kruger
- Parc national de Mapungubwe
- Parc National de Marrakech
- Parc national de Mokala
- Parc national des zèbres de montagne
- Parc national Namaqua
- Parc national royal du Natal
- Parc national de la montagne de la Table
- Parc national de Tankwa Karoo
- Parc national de Tsitsikamma
- Parc national de la côte ouest
- Parc national sauvage

## Soudan du Sud
- Parc national de Bandingilo
- Parc national de Boma
- Parc national de Lantoto
- Parc national de Loelle
- Parc National de Nimule
- Parc national de Shambé
- Parc national du sud

## Soudan
- Parc national de Dinder
- Parc national du Jebel Hassania
- Parc national de Radom
- Parc national de l'archipel de Suakin

## Tanzanie
- Parc national d'Arusha
- Parc national de Burigi-Chato
- Parc national du ruisseau Gombe
- Parc national d'Ibanda-Kyerwa
- Parc national de Katavi
- Parc national de Kigosi
- Parc national du Kilimandjaro
- Parc national de Kitulo
- Parc national du lac Manyara
- Parc national des monts Mahale
- Parc national de Mikumi
- Parc national de Mkomazi
- Parc national de Nyerere
- Parc national de Ruaha
- Parc national de l'île de Rubondo

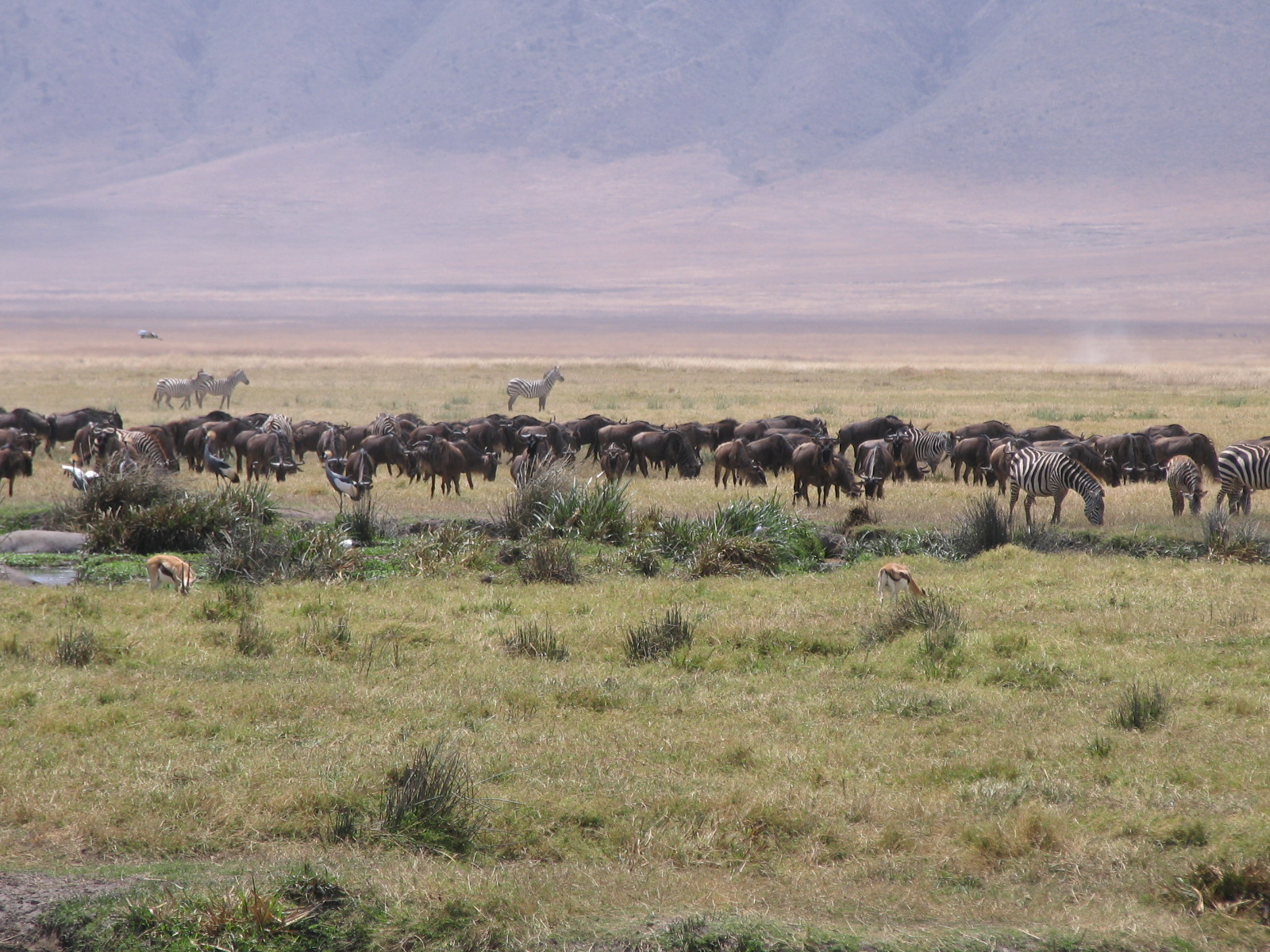
Parc national du Serengeti

- Parc national de Rumanyika-Karagwe
- Parc National de Saâdani
- Parc national de l'île de Saanane
- Parc national du Serengeti
- Parc national de Tarangire
- Parc national des monts Udzungwa
- Parc national de la rivière Ugalla

## Togo
- Parc national de Fazao-Malfakassa
- Parc national de la fosse aux Lions
- Parc National de Keran

## Tunisie
- Parc national de Bou Hedma
- Parc National de Boukornine
- Parc National Chaambi
- Parc National El Feidja
- Parc national de l'Ichkeul
- Parc national de Jebil
- Parc national de Sidi Toui
- Parc national des îles Zembra et Zembretta

## Ouganda
- Parc national impénétrable de Bwindi
- Parc national de Kibale
- Parc national de la vallée de Kidepo
- Parc national du lac Mburo
- Parc national de Mgahinga
- Parc national du mont Elgon
- Parc national des chutes de Murchison
- Parc national de la reine Elizabeth
- Parc national de Rwenzori
- Parc national de Semuliki

## Zambie
- Parc national du lagon bleu
- Parc national d'Isangano
- Parc national de Kafue
- Parc national de Kasanka
- Parc national de Lavushi Manda
- Parc national de la plaine de Liuwa
- Parc national de Lochinvar
- Parc national du bas Zambèze
- Parc national de Luambe
- Parc national de Lukusuzi
- Parc national de la plaine de Lusenga
- Parc national de Mosi-oa-Tunya
- Parc national de Mweru Wantipa
- Parc national de North Luangwa
- Parc national de Nsumbu
- Parc national de Nyika, Zambie
- Parc national de Sioma Ngwezi
- Parc national du sud de Luangwa
- Parc national de West Lunga
- Parc national de Lusaka

## Zimbabwe
- Parc national de Chimanimani
- Parc national de Chizarira
- Parc national de Gonarezhou
- Parc national de Hwange
- Parc national de Kazuma Pan
- Parc national des piscines de Mana
- Parc national de Matobo
- Parc National Matusadona
- Parc national de Nyanga
- Parc national des chutes Victoria
- Parc national du Zambèze